# Léon Janlet
Léon Janlet, né en 1881 et mort en 1956, est un architecte bruxellois à qui l'on doit des bâtiments datant du début du XXe siècle.

## Réalisations
- Ixelles, rue Washington, n° 140, 142, 144, 1923-1924[1]
- Saint-Gilles, place Maurice Van Meenen, n° 22, 28, 1913[2],[3]
- Forest, avenue Saint-Augustin, n° 26[4]
- Ixelles, rue Berkendael, n° 161, 1912[5]
- Woluwe-Saint-Pierre, rue Maurice Lietart, n° 40-42, 1924 (maison du peintre René Revelard)[6]